# Congomys verschureni
Congomys verschureni  (Verheyen & van der Straeten, 1977) è un roditore della famiglia dei Muridi endemico della Repubblica Democratica del Congo.

## Descrizione

### Dimensioni
Roditore di piccole dimensioni, con la lunghezza della testa e del corpo tra 109 e 135 mm, la lunghezza della coda tra 123 e 162 mm, la lunghezza del piede tra 28 e 32 mm, la lunghezza delle orecchie tra 19 e 23 mm e un peso fino a 65 g.

### Aspetto
La pelliccia è soffice e fine. Il colore del dorso e della testa è marrone chiaro, i fianchi e il muso sono leggermente più chiari, mentre le parti ventrali sono biancastre. La linea di demarcazione lungo i fianchi è netta. Le vibrisse sono lunghe 37 mm. Le orecchie sono grandi, rotonde e bianche alla base. Il dorso delle zampe è bianco e ricoperto completamente di peli bianchi. La coda è più lunga della testa e del corpo, bruno-grigiastra sopra e bianca sotto e con circa 20 anelli di scaglie per centimetro. Le femmine hanno un paio di mammelle pettorali e 2 paia inguinali. Il cariotipo è 2n = 58 FN = 58-60

## Biologia

### Comportamento
È una specie notturna e parzialmente arboricola.

### Alimentazione
Si nutre principalmente di invertebrati e verdure amidacee.

### Riproduzione
Si riproduce tra settembre e l'aprile successivo. Sono state catturate femmine con tre embrioni.

## Distribuzione e habitat
Questa specie è endemica di 4 località della Repubblica Democratica del Congo centrale.
Vive nelle foreste tropicali umide fino a 1.800 metri di altitudine.

## Conservazione
La IUCN Red List, considerata l'assenza di informazioni sufficienti sull'areale, la storia naturale e le minacce, classifica C.verschureni come specie con dati insufficienti (DD).